# Облога Львова (1655)
Облога Львова (1655) — облога Львова військом Московського царства та козацьким військом Богдана Хмельницького.
Домовившись у серпні 1655 року зі Швецією про спільні дії проти Польщі, Б. Хмельницький вирушив разом із російським військом В. Бутурліна на Львів. 15 вересня (25 вересня) 1655 року їхні розвідувальні загони з'явилися в околицях міста. 19 вересня (29 вересня) 1655 року прибули основні сили, частина яких розгромила польське військо під Городком.
Упродовж 30 вересня — 5 жовтня (20–25 вересня) обстрілювалися укріплення. 26 вересня (6 жовтня) 1655 року розпочалися переговори, які засвідчили відмінність позицій союзників. Гетьман схилявся до компромісу (погоджувався на викуп), боярин наполягав на негайній капітуляції та присязі на вірність царю Олексію Михайловичу.
Вимогу про припинення облоги Львова українськими козацькими військами та їх повернення в Центральну Україну поставив шведський король Карл X Густав. Зважаючи на певне напруження в цей час стосунків із російським командуванням, а також на реальну загрозу з боку Кримського ханства, Б. Хмельницький не пішов на конфлікт зі Швецією. 10 жовтня (20 жовтня) 1655 року було досягнуто угоди про сплату контрибуції в сумі 60 тис. злотих. Після виплати контрибуції 29 жовтня (8 листопада) 1655 року облога була припинена, підрозділи Данила Виговського та П. Потьомкіна були відкликані. Б. Хмельницький віддав своїй армії наказ про повернення в козацьку Україну.